# Lytorhynchus
Lytorhynchus – rodzaj węży z podrodziny Colubrinae w rodzinie połozowatych (Colubridae).

## Zasięg występowania
Rodzaj obejmuje gatunki występujące w Mauretanii, Saharze Zachodniej, Maroku, Algierii, Nigrze, Tunezji, Libii, Egipcie, Izraelu, Jordanii, Syrii, Arabii Saudyjskiej, Jemenie, Omanie, Zjednoczonych Emiratach Arabskich, Katarze, Kuwejcie, Iraku, Iranie, Afganistanie, Turkmenistanie, Uzbekistanie, Pakistanie i Indiach. 

## Systematyka

### Etymologia
- Lytorhynchus: gr. λυτος lutos „rozwiązany”; ῥυγχος rhunkhos „pysk”[2].
- Chatachlein (Catachlaena): gr. κατα kata „w dół, niższy”; χλαινα khlaina „wierzchnie okrycie, płaszcz”[5]. Gatunek typowy: Heterodon diadema A.M.C. Duméril, Bibron & A.H.A. Duméril, 1854.
- Acontiophis: rodzaj Acontias Cuvier, 1817; οφις ophis, οφεως opheōs „wąż”[4]. Gatunek typowy: Acontiophis paradoxa Günther, 1875.

### Podział systematyczny
Do rodzaju należą następujące gatunki: 
- Lytorhynchus diadema (Duméril, Bibron & Duméril, 1854) – szydłogłów diademowy[8]
- Lytorhynchus gaddi Nikolsky, 1907
- Lytorhynchus gasperetti Leviton, 1977
- Lytorhynchus kennedyi Schmidt, 1939
- Lytorhynchus maynardi Alcock & Finn, 1897
- Lytorhynchus paradoxus (Günther, 1875)
- Lytorhynchus ridgewayi Boulenger, 1887